# Liste des archevêques de Bangui
Les archevêques de Bangui sont à la tête de l’archidiocèse de Bangui, en République centrafricaine.
Créée en 1909, la préfecture apostolique de l'Oubangui-Chari est devenue un vicariat apostolique en 1937, qui fut élevé au rang d'archidiocèse en septembre 1955. 
La liste suivante montre entre autres la promotion de certains ecclésiastiques dans l'archidiocèse de Bangui :

## Préfets apostoliques
- 1909 - 1915 : Pietro Cotel, préfet apostolique d'Oubangui Chari.
- 1915 - 1927 : Giovanni Calloch, préfet apostolique d'Oubangui Chari.
- 2 mai 1928 - 2 décembre 1937 : Marcel Grandin (Marcel Auguste Marie Grandin), préfet apostolique d'Oubangui Chari.

## Vicaires apostoliques
- 2 décembre 1937 - 4 août 1947 : Marcel Grandin (Marcel Auguste Marie Grandin), promu vicaire apostolique d'Oubangui Chari, puis vicaire apostolique de Bangui (1940).
- 9 avril 1948 - 14 septembre 1955 : Joseph Cucherousset

## Archevêques
- 14 septembre 1955 - 16 septembre 1970 : Joseph Cucherousset, promu archevêque.
- 16 septembre 1970 - 26 juillet 2003 : Joachim N'Dayen
- 26 juillet 2003 - 26 mai 2009 : Paulin Pomodimo
- 26 mai 2009 - 14 mai 2012 : siège vacant
- depuis le 14 mai 2012 : Dieudonné Nzapalainga

## Sources
- L'Annuaire pontifical, sur le site Catholic hierarchy, à la page Archdiocese of Bangui